# Suillia mikii
Suillia mikii – gatunek muchówki z rodziny błotniszkowatych.
Gatunek ten opisany został w 1886 roku przez Emanuela Pokornego jako Helomyza mikii.
Muchówka ta ma czułki o nieregularnie przyciemnionym pierwszym członie biczyka. Tułów jej jest matowy z nieco błyszczącym śródpleczem i o całkiem nagiej, zaokrąglonej w zarysie tarczce. Użyłkowanie skrzydła charakteryzuje obecność dużych i mocnych kolców na żyłce kostalnej. Odnóża są ubarwione żółto z paskiem przyciemnienia na wewnętrzno-wierzchołkowej powierzchni przednich ud i ściemniałą wierzchołkową ⅓ goleni. U samca uda i golenie porastają włosy dłuższe niż ich szerokości, a ponadto uda tylnej pary odnóży są nabrzmiałe. Odwłok samicy odznacza się  grzbietobrzusznie spłaszczonymi segmentami od szóstego do ósmego oraz trapezowatym siódmym sternitem o nasadzie trzykrotnie szerszej niż sternit następny. Narządy rozrodcze samic mają ostro guzkowane, nabrzmiałe w połowie wierzchołkowych części zbiorniki nasienne – każdy zaopatrzony w niewielki, skierowany ku dołowi wyrostek.
Owad znany z Francji, Niemiec, Szwajcarii, Austrii, Włoch, Polski, Czech, Słowacji, Norwegii, Szwecji, Finlandii, Łotwy, Ukrainy, Rumunii, europejskiej Rosji i wschodniej Palearktyki.